# آلسیو آمبروگتی
آلسیو آمبروگتی (انگلیسی: Alessio Ambrogetti؛ زادهٔ ۳ ژانویهٔ ۱۹۸۹) بازیکن فوتبال اهل ایتالیا است.
از باشگاه‌هایی که در آن بازی کرده‌است می‌توان به باشگاه فوتبال کومو و باشگاه فوتبال چزنا اشاره کرد.